# Luigi Riccoboni

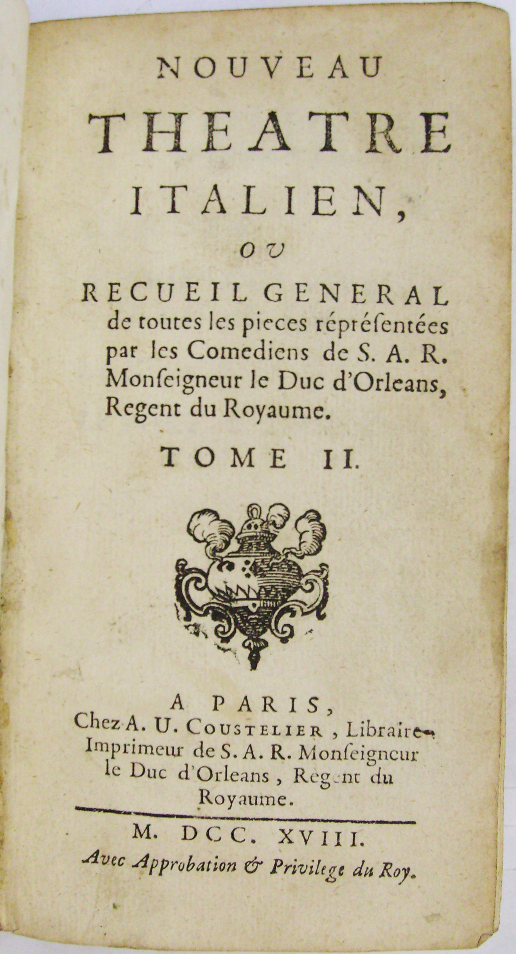
Nouveau Théâtre Italien par Riccoboni chez A. U. Coustelier en 1718.

Luigi ou Louis Riccoboni, dit Lélio (né à Modène le 1er avril 1676 et mort à Paris le 6 décembre 1753), est un comédien et écrivain italien.

## Biographie
Riccoboni fut un comédien connu au théâtre sous le pseudonyme de Lélio, nom de l'un des masques de la commedia dell'arte. Fort jeune encore (1698), il se mit à la tête d’une troupe itinérante en Italie. Comme auteur, il rédigea alors des tragi-comédies à l'espagnole pour son répertoire. Il traduisit aussi Britannicus et Andromaque de Racine.
En 1716, appelé à Paris par le Régent, Philippe d'Orléans, pour renouveler la troupe royale italienne fermée par Louis XIV en 1697, il installa sa troupe dans l'ancien théâtre de l'hôtel de Bourgogne. Au début, il tenta sans succès d'y faire jouer ses adaptations en italien du grand répertoire, mais il revint rapidement  à la commedia dell'arte, ou commedia all'improvviso, théâtre largement improvisé à partir de canevas, interprété par des comédiens jouant toujours un même emploi sous un nom de convention. Rapidement, il renonça à cette pratique au profit de comédies totalement rédigées en français, mais dont les personnages étaient interprétés par des acteurs spécialisés dans un rôle spécifique, comme par exemple l'inévitable Arlequin, qui menait le plus souvent le jeu dramatique. Marivaux fut l'un des nombreux auteurs qui participèrent à ce renouveau de la scène italienne à Paris.
À la demande du duc Antoine Farnèse, il se rendit  à Parme à la fin de 1730, où il devint "contrôleur général des menus plaisirs et inspecteur des théâtres", mais, rapidement, la mort de son protecteur, jointe à des scrupules religieux que l’on verra se développer dans son livre De la 'Réformation du Théâtre (Paris, 1743), le déterminèrent à revenir à Paris en septembre 1731 et à renoncer à l’art dramatique. Il  continua cependant à écrire sur l'art de la scène, dont il critiquait maintenant le manque de sens moral et il polémiqua sur sa conception de l'art dramatique avec le marquis Scipione Maffei reçu par lui  à Paris en 1736 et auteur à succès de la tragédie Mérope.
On lui doit, entre autres, une importante Histoire du Théâtre italien depuis la décadence de la comédie latine, Paris, 1728-31, 2 vol. in-8° ; Observations sur la Comédie et le génie de Molière, 1736 ; Le Nouveau Théâtre italien, Paris, 1753, 10 vol..(recueil des pièces de théâtre jouées par sa troupe depuis 1716) ; un poème Dell’Arte rappresentativa, Londres et Paris, 1728, in-8°, sur l'art de jouer ; Pensées sur la déclamation, 1737, in-8° ; Réflexions historiques et critiques sur les différents théâtres de l'Europe, 1738, in-8°, etc.
Il eut de sa femme Elena Balletti, actrice  sous le genre  de Flaminia, et femme de lettres, un fils lui aussi comédien, Antoine-François Riccoboni, qui épousa, en 1735, Marie-Jeanne Laboras de Mézières, célèbre romancière connue sous le nom de Mme Riccoboni.